# Eliza Bennett
Eliza Hope Bennett, angleška televizijska in filmska igralka ter pevka, *17. marec 1992, Reading, Berkshire, Združeno kraljestvo.

## Zgodnje in osebno življenje
Eliza Hope Bennett se je rodila 17. marca 1992 v Readingu, Berkshire, Združeno kraljestvo, kjer sta se rodila tudi Kate Winslet in Sam Mendes. Starši so jo poimenovali po literarnemu liku Jane Austen iz knjige »Prevzetnost in pristranost« - po Elizabeth Bennet. Izobraževala se je v Sylvia Young Theatre School. Njeni najljubši knjigi sta Srce iz črnila (Cornelia Funke) in Noughts & Crosses (Malorie Blackman).

## Kariera
Kariero je začela z igranjem v šolskih gledaliških predstavah, njena prva filmska vloga pa je bila vloga princese Arabele v filmu The Princ and Me leta 2004. Prej je leta 2002 igrala v Brodwayskem muzikalu Chitty Chitty Bang Bang.
Leta 2005 se pojavi v televizijskem filmu Supernova filmu in Varuška McPhee, leta 2006 v televizijski seriji Gospodična Marple, leta 2007 pa v akcijskem filmu The Contractor.
Leta 2008 igra v filmu Srce iz črnila, letos pa smo jo lahko videli v filmu From Time to Time.

### Filmografija
| Leto | Naslov            | Vloga             | Opombe                                                                                     |
| ---- | ----------------- | ----------------- | ------------------------------------------------------------------------------------------ |
| 2004 | The Prince and Me | Princess Arabella |                                                                                            |
| 2005 | Varuška McPhee    | Tora Brown        |                                                                                            |
| 2005 | Supernova         | Haley Richardson  | Televizijski film                                                                          |
| 2006 | Gospodična Marple | Nora Johnson      | 1 epizoda; By The Pricking Of My Thumbs                                                    |
| 2007 | The Contractor    | Emily Day         |                                                                                            |
| 2008 | Srce iz črnila    | Meggie Folchart   | 12 december 2008 v Veliki Britaniji, 2009 v Ameriki; nastopa pod imenom Eliza Hope Bennett |
| 2009 | From Time to Time | Susan             |                                                                                            |
| 2009 | FM                | Alison            | 1 epizoda: System Addict                                                                   |
| 2010 | F                 | Kate Anderson     | Post-produkcija                                                                            |

## Nagrade in nominacije
| Leto | Kategorija | Nagrada            | Rezultat   |
| ---- | --- | ------------------ | ---------- |
| 2007 | Best Young Ensemble in a Feature Film skupaj z Thomasom Sangsterjem, Raphaëlom Colemanom, Jennifer Rae Daykin, Holly Gibbs in Samuelom Honywoodom. | Young Artist Award | Nominirana |